# Pian di Scò
Pian di Scò è una frazione del comune di Castelfranco Piandiscò, situato in provincia di Arezzo nell'area di confine con la Provincia di Firenze. Dal 1º gennaio 2014 si è unito con il vicino comune di Castelfranco di Sopra per formare il nuovo comune di Castelfranco Piandiscò.

## Geografia fisica
- Classificazione sismica: "zona 2" (sismicità medio-alta), Ordinanza PCM 3274 del 20/03/2003
- Classificazione climatica: "zona E", 2169 GR/G
- Diffusività atmosferica: "alta", Ibimet CNR 2002

## Storia
Situato lungo il percorso dell'antica strada consolare romana Cassia antica, il borgo di Pian di Scò si sviluppa intorno alla pieve romanica di Santa Maria a Scò, fondata intorno all'anno mille come fulcro di una pievania comprendente due monasteri (Gastra e San Salvatore a Soffena, nella vicina Castelfranco di Sopra) e tredici chiese. Entrata a far parte della Lega di Castelfranco su pressioni della Repubblica Fiorentina, divenne avamposto del dispositivo di difesa teso a contrastare l'influenza degli Ubertini e dei Pazzi sull'altopiano valdarnese.

Alla dissoluzione della lega, operata dal Granduca di Toscana Pietro Leopoldo nel 1774, Pian di Scò fu integrata nella Comunità di Castelfranco. 

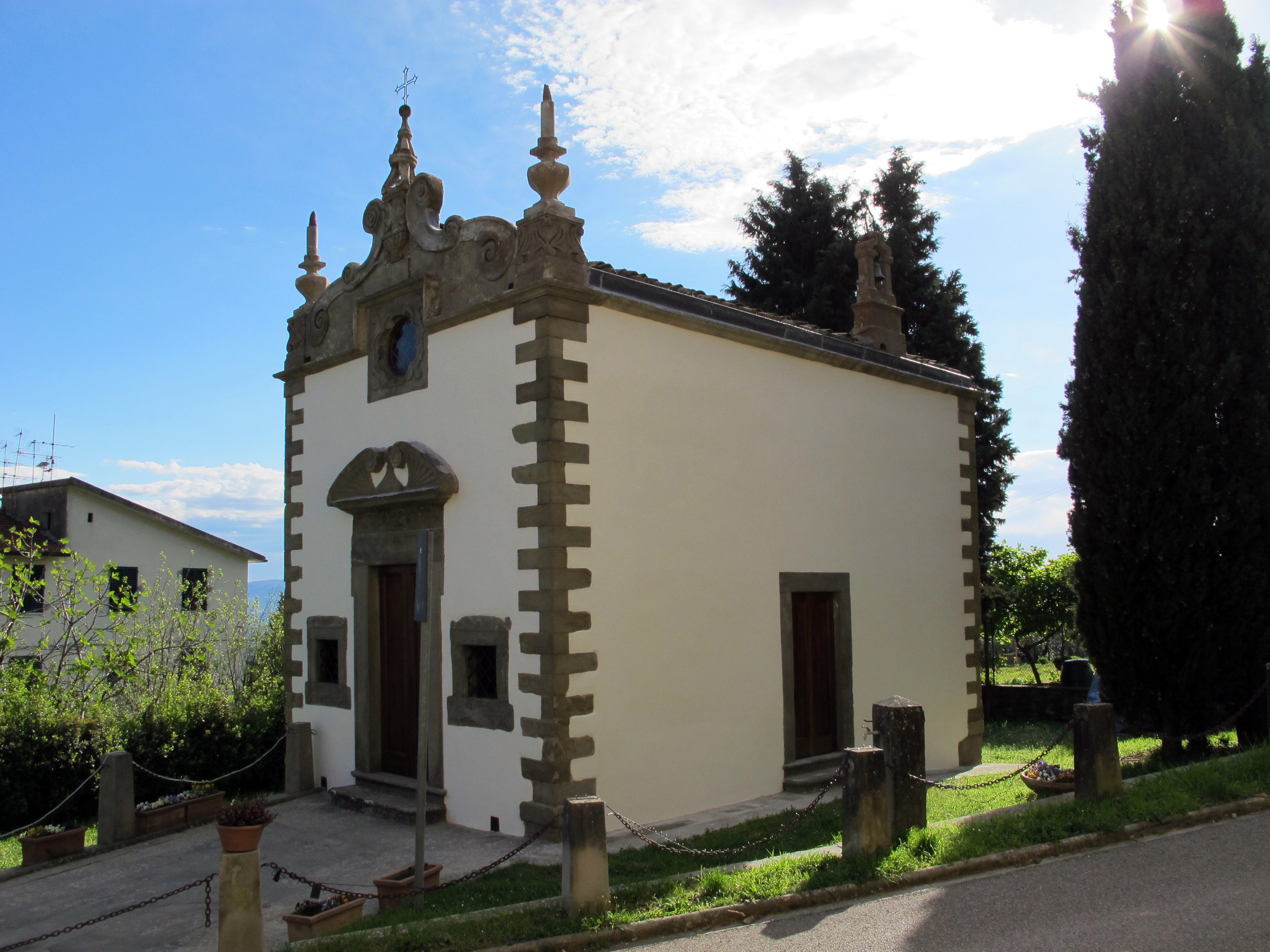
Cappella dell'Immacolata Concezione

A seguito dell'occupazione napoleonica il borgo venne reso autonomo con la costituzione nel 1809 della Comunità di Pian di Scò.
Al plebiscito del 1860 per l'annessione della Toscana alla Sardegna i "sì" non ottennero la maggioranza degli aventi diritto (301 su totale di 778), sintomo dell'opposizione all'annessione.
Il paese si è sviluppato lungo la direttrice di un canale: il "Fosso Macinante", non più esistente, che alimentava numerosi mulini.

## Monumenti e luoghi d'interesse
- Pieve di Santa Maria a Scò
- Cappella dell'Immacolata Concezione
- Dimora del Bulberino

### Ponte di Annibale
Detto anche ponte del Cova, risale al XVI secolo. Costituito da un'unica arcata, attraversa il torrente Resco Simontano; non è percorribile da veicoli a motore. Immediatamente prima del ponte è presente un'area attrezzata con tavoli e panche.

## Società

### Evoluzione demografica

Territorio dell'ex comune di Pian di Scò, all'interno della provincia di Arezzo.

Abitanti censiti

## Amministrazione

### Gemellaggi
Pian di Scò è gemellato con:
- Gdeira[senza fonte]
- L'Horme, dal 1993[7]

Uganda City Uganda